# 二氧化锗
二氧化锗，化学式GeO2。

## 性质
白色粉末或无色结晶，为四方晶系、六方晶系或无定形体。六方结晶与β-石英同构，锗为四配位；四方结晶具有超石英型结构，类似于金红石，其中锗为六配位。 高压下，无定形二氧化锗转变为六配位结构；随着压力降低，二氧化锗也逐渐变为四配位的结构。 类金红石型结构的二氧化锗在高压下可转变为另一种正交晶系氯化钙型结构。
二氧化锗不溶于水和盐酸，溶于碱液生成锗酸盐。 类金红石型结构的二氧化锗比六方二氧化锗更易溶于水，它与水作用时可产生锗酸。
二氧化锗与锗粉在1000°C共热时，可得到一氧化锗。

## 制备
四氯化锗与6.5倍体积的蒸馏水过夜反应，生成不溶性的二氧化锗。用冷水洗涤固体至洗液不含氯离子为止，然后在200°C干燥，得到二氧化锗产品。
{\displaystyle {\rm {\ GeCl_{4}+2H_{2}O\rightarrow GeO_{2}+4HCl}}}

## 用途
用作金属锗和其他锗化合物的制取原料、制取聚对苯二甲酸乙二酯树脂时的催化剂， 以及光谱分析和半导体材料。